# Prevalec
Prevalec (makedonska: Превалец) är en ort i Nordmakedonien. Den ligger i kommunen Veles, i den centrala delen av landet, 40 kilometer sydost om huvudstaden Skopje. Prevalec ligger 211 meter över havet och antalet invånare är 620.